# Pierre Ier de Joigny
Pierre Ier de Joigny (né vers 1185, † en avril 1222) est comte de Joigny, en Champagne. Il est le fils de Guillaume Ier, Comte de Joigny, et d'Alix de Courtenay (fille de Pierre Ier de Courtenay, et petite fille du roi de France Louis VI le Gros).

## Biographie
Vers 1220, à la mort de son père Guillaume Ier, il devient comte de Joigny.
Dès qu'il eut la couronne comtale, il fit hommage à la comtesse Blanche de Navarre et lui reconnaît que son château de Joigny lui est jurable et rendable.
Peut-être que sa conduit fit naître quelques soupçons, car Blanche lui envoya un de ses officiers, Mathieu de Tosquin/de To(u)quin (des seigneurs de Précy), qui fit jurer, le jour de l'épiphanie, aux nobles et bourgeois de Joigny qu'ils se déclarent contre Pierre si celui-ci manquait à la fidélité envers le comte de Champagne.
En 1221, il rend le même hommage à Mathilde de Courtenay, comtesse de Nevers, d'Auxerre et de Tonnerre, pour son château de Coulanges-la-Vineuse,.
D'après Ambroise Challe (mais il ne cite pas de sources), il aurait pris part à la Croisade des Albigeois en 1209, en compagnie de son oncle Gaucher de Joigny, Pierre II de Courtenay, Hervé IV de Donzy et des évêques de Sens et de Chartres. Après la trahison envers Raimond-Roger Trencavel lors du siège de Carcassonne, il aurait quitté l'armée croisée. Cet épisode serait plutôt à attribuer à son frère Guillaume II de Joigny,.
En 1222, il meurt sans descendance et est remplacé par son frère Guillaume II.

## Mariage et enfants
Il épouse une certaine Élisabeth (nom de famille inconnu) et n'a pas de descendance connue.

## Sources
- Marie Henry d'Arbois de Jubainville, Histoire des Ducs et Comtes de Champagne, 1865.
- l'abbé Carlier, Notice sur les comtes de Joigny, 1862.
- Ambroise Challe, Histoire de la ville et du comté de Joigny, 1882.